# Anton Antonowitsch Delwig

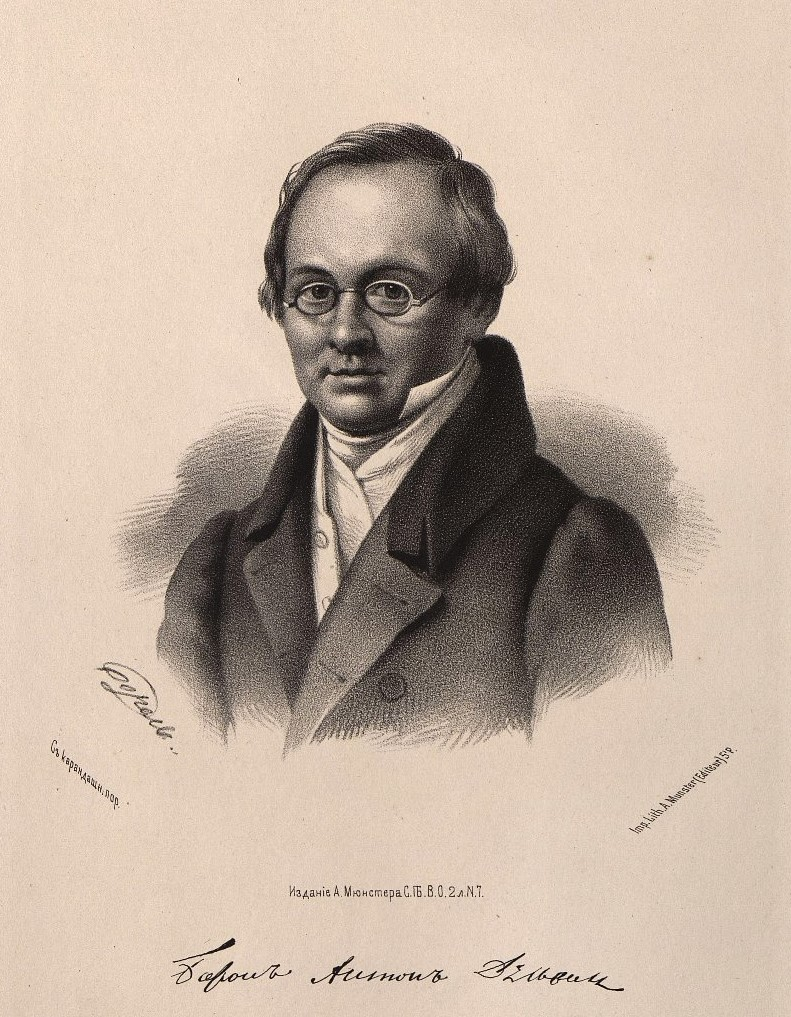
Anton Delwig

Anton Antonowitsch Delwig (russisch Антон Антонович Дельвиг; * 6.jul. / 17. August 1798greg. in Moskau; † 14.jul. / 26. Januar 1831greg. in Sankt Petersburg) war ein russischer Lyriker.
Anton entstammte der deutsch-baltischen Familie Delwig. Er erhielt seine Erziehung im Lyzeum in Zarskoje Selo, gleichzeitig mit Alexander Puschkin, dessen vertrauter Freund er wurde, und zeigte frühzeitig eine ungewöhnliche poetische Begabung und große Begeisterung für Poesie.
Nachdem er 1817 das Lyzeum verlassen hatte, erhielt er eine Stelle im Bergdepartement, wurde dann Bibliothekargehilfe an der kaiserlichen öffentlichen Bibliothek und 1825 Beamter für besondere Aufträge im Ministerium des Innern. Sein Haus bildete danach den Sammelpunkt der literarischen Welt Petersburgs. Besonders die vielversprechende jüngere Generation (Puschkin, Glinka, Baratynski, Wjasemski etc.) gruppierte sich um ihn. Gemeinsam mit diesen gab er 1825 bis 1832 den Almanach „Sewernyje zwety“ („Nordische Blumen“) heraus.
Unter Delwigs eignen dichterischen Produktionen sind vor allem seine im russischen Volksliederton gehaltenen Gedichte hervorzuheben, von denen einige ganz ins Volk übergegangen sind. Seinen übrigen Gedichten wurde ein Mangel an Leichtigkeit und unvollendete Formgewandtheit vorgeworfen. Sammlungen seiner Poesien erschienen 1829 und 1839. Der erste Band der „Sewernyje zwety“ wurde von Pjotr Bartenew (Moskau 1881) neu herausgegeben.